# كين جونسون (لاعب كرة قاعدة)
كين جونسون (بالإنجليزية: Ken Johnson)‏ هو لاعب كرة قاعدة أمريكي، ولد في 14 يناير 1923 في توبيكا في الولايات المتحدة، وتوفي في 6 أبريل 2004 في ويتشيتا في الولايات المتحدة.

## وصلات خارجية
- كين جونسون على موقع دوري كرة القاعدة الرئيسي (الإنجليزية)
- كين جونسون على موقعبيزبول رفرنس.كوم (الدوري الرئيسي) (الإنجليزية)
- كين جونسون على موقعبيزبول رفرنس.كوم (الدوري الثانوي) (الإنجليزية)